# 丹·紐豪斯
丹·紐豪斯（Dan Newhouse；1955年7月10日—）是美國的一位共和党政治人物。自2015年開始，他是華盛頓州第4選舉區選出的美國眾議院議員，该选区是主要是华盛顿州中部农村地区。他在第4选区拥有家族农场，其父亲在华州众参两院担任了34年议员；在當選國會議員之前，紐豪斯曾是華盛頓州議會眾議院議員和华州农业部部长。
2021年1月6日冲击国会山事件后，纽豪斯与其他9位共和党同僚投票赞成针对特朗普的第二次弹劾，并在2022年成功取得连任。